# Seznam chráněných území v okrese Martin
Toto je seznam chráněných území v okrese Martin aktuální k roku 2017, ve kterém jsou uvedena chráněná území v oblasti okresu Martin.
| Kód  | Obrázek                                 | Typ | Název              | Rozloha (ha) | Galerie Commons                                    | Popis území | Souřadnice                       |
| ---- | --------------------------------------- | --- | ------------------ | ------------ | -------------------------------------------------- | --- | -------------------------------- |
| 249  |                                         | PR  | Goľove mláky       | 6,8300       |                                                    | |                                  |
| 250  |                                         | PR  | Hajasová           | 7,1700       |                                                    | |                                  |
| 261  |                                         | PR  | Hrabinka           | 0,4000       |                                                    | |                                  |
| 267  |                                         | PR  | Hrádok             | 6,7500       |                                                    | |                                  |
| 274  | vrchol Chleb                            | NPR | Chleb              | 412,8700     | Kategorie „Chleb“ na Wikimedia Commons             | Pestrý a zachovalý geobiocenologický komplex se skalnatými partiemi, roklemi a kamennými moři, které se nacházejí na severní straně Chlebu. Jsou zde zachovalé společenství kosodřeviny a alpských luk. Žijí a rostou zde vzácné druhy živočichů a rostlin | 49°11′16″ s. š., 19°3′6″ v. d.   |
| 300  |                                         | PR  | Katova skala       | 46,6900      |                                                    | |                                  |
| 773  | Klacký vodopád                          | NPP | Kľacký vodopád     | x            | Kategorie „Kľacký vodopád“ na Wikimedia Commons    | | 48°58′57″ s. š., 18°39′20″ v. d. |
| 303  | Kľačianska Magura                       | NPR | Kľačianska Magura  | 204,4700     | Kategorie „Kľačianska Magura“ na Wikimedia Commons | | 49°9′20″ s. š., 18°56′59″ v. d.  |
| 304  | Vrchol Kľaku se stejnojmennou rezervací | NPR | Kľak               | 85,7100      | Kategorie „NPR Kľak“ na Wikimedia Commons          | Vrcholová část nejjižnějšího výběžku Malé Fatry s cennými skalními a lesními rostlinnými společenstvy. Výskyt subalpínských prvků na jedné z okrajových lokalit západní části Karpat umožňuje vědecké, naučné a kulturně-osvětové využití                  | 48°58′41″ s. š., 18°38′17″ v. d. |
| 305  |                                         | NPR | Kláštorské lúky    | 85,9915      |                                                    | |                                  |
| 337  |                                         | NPR | Lysec              | 70,0400      |                                                    | |                                  |
| 1180 | Mažarná                                 | PP  | Mažarná            | x            | Kategorie „Mažarná“ na Wikimedia Commons           | | 48°56′23″ s. š., 18°57′38″ v. d. |
| 1645 |                                         | NPP | Perlová jaskyňa    | x            |                                                    | |                                  |
| 446  | Šútovská dolina                         | NPR | Šútovská dolina    | 526,6500     | Kategorie „Šútovská dolina“ na Wikimedia Commons   | | 49°11′4″ s. š., 19°5′5″ v. d.    |
| 447  |                                         | PP  | Šútovská epigenéza | 52,1936      |                                                    | |                                  |
| 458  |                                         | NPR | Turiec             | 89,2899      |                                                    | |                                  |

## Zrušená chráněná území
| Kód  | Obrázek            | Typ | Název                        | Rozloha (ha) | Galerie Commons                                           | Popis území | Souřadnice                      |
| ---- | ------------------ | --- | ---------------------------- | ------------ | --------------------------------------------------------- | ----------- | ------------------------------- |
| 827  |                    | PR  | Biela skala                  | 185,0700     |                                                           |             | 48°55′7″ s. š., 19°4′15″ v. d.  |
| 217  | Borišov z Kračkova | NPR | Borišov                      | 449,7400     | Kategorie „Borišov“ na Wikimedia Commons                  |             | 48°56′28″ s. š., 19°5′21″ v. d. |
| 340  |                    | NPR | Madačov                      | 330,6400     |                                                           |             |                                 |
| 371  |                    | NPR | Padva                        | 325,4600     |                                                           |             |                                 |
| 381  |                    | PR  | Pod Rígľom                   |              |                                                           |             | 49°7′30″ s. š., 18°59′10″ v. d. |
| 1296 |                    | PR  | Pralesy Slovenska – Drobkov  |              |                                                           |             | 48°53′40″ s. š., 19°1′49″ v. d. |
| 1325 |                    | PR  | Pralesy Slovenska – Ostredok |              |                                                           |             | 48°54′7″ s. š., 19°3′54″ v. d.  |
| 1330 |                    | PR  | Pralesy Slovenska – Rovne    |              |                                                           |             | 48°53′26″ s. š., 19°3′54″ v. d. |
| 436  | Suchý vrch         | NPR | Suchý vrch                   | 288,7400     | Kategorie „Suchý vrch (Veľká Fatra)“ na Wikimedia Commons |             | 48°54′33″ s. š., 19°5′27″ v. d. |
| 453  | Tlstá              | NPR | Tlstá                        | 3 066,0400   | Kategorie „Tlstá (Veľká Fatra)“ na Wikimedia Commons      |             | 48°56′3″ s. š., 18°58′16″ v. d. |
| 469  |                    | NPR | Veľká Skalná                 | 645,2300     |                                                           |             |                                 |